# The Flood (píseň, Take That)
The Flood je píseň britské popové skupiny Take That. Píseň pochází z jeho šestého studiového alba Progress. Produkce se ujal producent Stuart Price.

## Hitparáda
| Žebříček       | Příčka |
| -------------- | ------ |
| Česko          | 27     |
| Německo        | 12     |
| Francie        | 37     |
| Maďarsko       | 12     |
| Slovensko      | 44     |
| Velká Británie | 2      |
| Norsko         | 3      |